# Knautia leucophaea
Knautia leucophaea är en tvåhjärtbladig växtart som beskrevs av John Isaac Briquet. Knautia leucophaea ingår i släktet åkerväddar, och familjen Dipsacaceae. Inga underarter finns listade i Catalogue of Life.